# Jürgen Micksch
Jürgen Micksch (* 20. Januar 1941 in Breslau, Deutsches Reich) ist ein deutscher evangelischer Theologe und Soziologe sowie Initiator sozialer und interreligiöser Einrichtungen. In seiner Schulzeit war er Kinderdarsteller.

## Leben
Nach der Flucht aus Breslau besuchte Jürgen Micksch die Grundschule in Dorfbach im Landkreis Passau sowie das Luitpold-Gymnasium in München. In der Schulzeit wirkte er als Kinder- und Jugenddarsteller in zahlreichen Theaterstücken in den Münchner Kammerspielen und im Residenztheater München, in Hörspielen des Bayerischen Rundfunks und in Filmen mit. Er spielte Theater in Warten auf Godot mit Heinz Rühmann (Regie: Fritz Kortner), im Kinderfilm Hänsel und Gretel spielte er den Hänsel, in dem Film Angst den Sohn von Ingrid Bergman und im Zirkusfilm Der dunkle Stern das blinde Artistenkind Manuel.
1960 machte Jürgen Micksch das Abitur am Luitpold-Gymnasium in München. Danach studierte er Philosophie und Theologie an den Universitäten in München, Heidelberg, Tübingen, Berlin und Erlangen. 1965 absolvierte er das 1. Theologisches Examen und arbeitete sodann als Vikar in Regensburg. 1966 wurde er Studieninspektor in Erlangen und begann das Studium der Soziologie in Erlangen, Nürnberg und Münster. 1968 absolvierte er das 2. Theologische Examen und 1971 promovierte er als Soziologe zum Dr. phil. über das Thema „Jugend und Freizeit in der DDR“.
Danach war er als Pfarrer und wissenschaftlicher Mitarbeiter im Kirchlichen Außenamt der EKD in Frankfurt am Main tätig.
In der Zeit von 1974 bis 1984 war er Ausländerreferent und Oberkirchenrat im Kirchlichen Außenamt und späteren Kirchenamt der EKD in Frankfurt am Main. In dieser Funktion war er u. a. Vorsitzender der Ökumenischen Kommission für die Unterstützung orthodoxer Priester, KdöR (1980–1994) und Geschäftsführer des Ausschusses der Kirchen für Ausländerfragen in Europa (1976–1984). Er war Initiator und Vorsitzender des bundesweiten Ökumenischen Vorbereitungsausschusses zur Woche der ausländischen Mitbürger/Interkulturelle Woche und formulierte 1980 die These, die Bundesrepublik sei zu einer multikulturellen Gesellschaft geworden, die eine langjährige Kontroverse auslöste.
Von 1984 bis 1993 war er stellvertretender Direktor der Evangelischen Akademie Tutzing. Während dieser Zeit gründete er PRO ASYL und die Obdachlosenzeitung BISS. Er organisierte und moderierte 1993 auf dem Deutschen Evangelischen Kirchentag Veranstaltungen mit dem Dalai Lama und Carl Friedrich von Weizsäcker.
1993 wurde Jürgen Micksch zum Interkulturellen Beauftragten der Evangelischen Kirche in Hessen und Nassau berufen und übte dieses Amt bis 2001 aus. Parallel dazu hatte er Lehraufträge an den Universitäten Heidelberg und Frankfurt am Main.
Von 1994 bis 2017 war er Vorsitzender des Interkulturellen Rates in Deutschland und initiierte die Internationalen Wochen gegen Rassismus, das Abrahamische Forum und das Deutsche Islamforum. Seit 2013 ist er Geschäftsführer des Abrahamischen Forums in Deutschland und seit 2014 geschäftsführender Vorstand der Stiftung für die Internationalen Wochen gegen Rassismus.
Er ist Verfasser von über 350 Aufsätzen in Büchern, Lexika, Zeitschriften sowie Autor bzw. Herausgeber von über 25 Büchern.
Jürgen Micksch ist Mitbegründer bzw. Gründer folgender Einrichtungen:
- 1972 Konferenz der Ausländerpfarrer (KAP) der Evangelischen Kirche in Deutschland (EKD) und Vorsitzender bis 1984
- 1974 Ökumenischer Vorbereitungsausschuss zum Tag des ausländischen Mitbürgers, später umbenannt in Interkulturelle Woche. Er war Vorsitzender von 1974 bis 1995.
- 1976 Islamisch-Christliche Arbeitsgruppe zu Ausländerproblemen (ICA) auf Bundesebene.
- 1981 Konferenz für Islamfragen der EKD
- 1986 Arbeitsgemeinschaft Pro Asyl und nachfolgend Vorsitzender sowie Vorsitzender des Fördervereins Pro Asyl und des Stiftungsrates der 2002 gegründeten Stiftung Pro Asyl bis zum Jahr 2012. Seit 2012 ist er Ehrenvorsitzender des Fördervereins Pro Asyl.[3]
- 1986 Bayerischer Flüchtlingsrat
- 1993 Bundesweit erste von Betroffenen verkaufte Obdachlosenzeitung BISS (Bürger in sozialen Schwierigkeiten) in München
- 1994 Interkultureller Rat in Deutschland und Vorsitzender bis 2017
- 1995 Islamisch-Christliche Arbeitsgemeinschaft in Hessen
- 1996 Forum gegen Rassismus beim Bundesministerium des Innern sowie Mitglied der Geschäftsführenden Arbeitsgruppe bis 2007
- 2001 Abrahamisches Forum in Deutschland und seitdem Moderator, in dem 2013 gegründeten Verein ist er Geschäftsführer.
- 2002 Deutsches Islamforum und seitdem Moderator sowie Islamforum in Nordrhein-Westfalen (2003), Hessisches Islamforum (2003), Forum Muslime in den neuen Ländern (2004), Islamforum Rheinland-Pfalz (2004), Islamforum Bayern (2005) und Koordinierungsrat der Islamforen in Deutschland (2006)
- 2011 Interreligiöse Konferenz und Moderator bis 2018
- 2014 Stiftung für die Internationalen Wochen gegen Rassismus[4] und geschäftsführender Vorstand
- 2017 Arbeitskreis Religionen und Naturschutz und Vorsitzender
- 2018 Arbeitskreis SCHULTER AN SCHULTER. Solidarisch gegen Antisemitismus, Rassismus und Gewalt und Mitglied der Leitungsgruppe
- 2020 Abraham Forum in MENA-Countries
- 2021 Solidarisches Europa. Zusammen gegen Rassismus und Moderator

## Positionen
In einem Interview mit dem Journalisten Eren Güvercin vertrat Micksch im Juni 2013 die Auffassung, „grundsätzlich sollte der Begriff „Islamismus“ vermieden werden. Denn damit wird ein Zusammenhang von Islam und Gewalt nahegelegt“. Der Islam wolle aber eine Religion des Friedens sein, woran das Verhalten der Muslime gemessen werden müsse. Ferner kritisierte er im gleichen Interview, dass die türkisch-islamische Organisation „Millî Görüş“ (IGMG) und die „Muslimische Jugend in Deutschland“ (MJD) noch immer in Verfassungsschutzberichten erwähnt würden – „dadurch werden sie als Bedrohung dargestellt. Damit wird dann ihre gesellschaftliche Diskriminierung gerechtfertigt. Das ist antimuslimischer Rassismus“.
Als Sprecher des Deutschen Islamforums kritisierte Jürgen Micksch im April 2015 gegenüber dem Evangelischen Pressedienst, dass das von Muslimen, Aleviten und Jesiden neu gegründete Muslimische Forum Deutschland Muslime ausgrenzen würde, die in den großen Dachverbänden organisiert seien.
Anlässlich seines 80. Geburtstages am 20. Januar 2021 würdigte ihn der Kirchenpräsident der Evangelischen Kirche in Hessen und Nassau, Volker Jung, als Theologen mit einem ausgeprägten „Sensorium für gesellschaftliche und politische Entwicklungen“, die er „oft früh erkannt und dann auch mitgestaltet hat“. Micksch sei es zudem zu verdanken, dass „die Flüchtlings- und Migrationsarbeit und auch der interreligiöse Dialog in unserer Kirche bis heute so wichtig sind“, sagte Jung.

## Filme
- 1952: Der weißblaue Löwe
- 1954: Hänsel und Gretel
- 1954: Angst (La paura)
- 1954: Gefangene der Liebe
- 1955: Der dunkle Stern
- 1955: 08/15 in der Heimat
- 1955: Squirrel (Fernsehfilm)
- 1961: Jugend ohne Rat (Dokumentarfilm)

## Bühnenauftritte (Auswahl)
- 1951 Der kleine Kaminkehrer, Oper, Titelrolle
- 1952 Peter Pan, Rolle: John
- 1952 Cäsar und Cleopatra, Rolle: Ptolemäus
- 1953 Admiral Bobby, Rolle: Der Kronprinz von England
- 1954 Warten auf Godot, Regie: Fritz Kortner (mit Heinz Rühmann)
- 1955 Eröffnung des indischen Zeitalters, Regie: Hans Schweikart (mit Mario Adorf)
- 1955 O Wildnis, Rolle: Tommy
- 1955 Der Zauberrubel, Oper, Hauptrolle
- 1956 Der junge Kolumbus, Titelrolle
- 1956 Heinrich IV., Regie: Fritz Kortner (mit Klaus Kinski)

## Hörspiele (Auswahl)
- 1953 Pustepeter, Titelrolle (9 Folgen)
- 1954 Pole Poppenspäler, Titelrolle (mit Christine Kaufmann)
- 1956 Die Räuberbande, Rolle: Winnetou
- 1957 Wilhelm Tell, Rolle: Tells Sohn Walter

## Schriften
- Jugend und Freizeit in der DDR. Westdeutscher Verlag, Opladen 1972, ISBN 3-531-11129-9.(Dissertation)
- Mit Einwanderern leben: Positionen evangelischer Ausländerarbeit. Lembeck, Frankfurt am Main 1984, (Beiträge zur Ausländerarbeit; 7), ISBN 3-87476-222-X.
- Kulturelle Vielfalt statt nationaler Einfalt: eine Strategie gegen Nationalismus und Rassismus. Lembeck, Frankfurt am Main 1989, (Beiträge zur Ausländerarbeit; 12), ISBN 3-87476-259-9.
- Interkulturelle Politik statt Abgrenzung gegen Fremde. Lembeck, Frankfurt am Main 1992, (Interkulturelle Beiträge; 16), ISBN 3-87476-285-8.
- Vielfalt statt Einfalt: Strategien gegen Rassismus und Fremdenfeindlichkeit. Lembeck, Frankfurt am Main 1997, (Interkulturelle Beiträge; 17), ISBN 3-87476-325-0.
- Abrahamische und interreligiöse Teams. Lembeck, Frankfurt am Main 2003, (Interkulturelle Beiträge; 21), ISBN 3-87476-421-4.
- Islamforen in Deutschland: Dialoge mit Muslimen. Mit einem Vorw. von Rita Süssmuth. Lembeck, Frankfurt am Main 2005, (Interkulturelle Beiträge; 22), ISBN 3-87476-478-8.
- Abrahamische Ökumene. Dialog und Kooperation. Mit Karl-Josef Kuschel. Lembeck, Frankfurt am Main 2011, (Interkulturelle Beiträge, 26), ISBN 3-87476-632-2.
- Muslime gehören zur deutschen Gesellschaft. EB-Verlag, Berlin 2012, ISBN 978-3-86893-088-7.
- Interkulturelle Modelle gegen Rassismus. EB-Verlag, Berlin 2014, ISBN 978-3-86893-165-5.
- 25 Jahre Internationale Wochen gegen Rassismus. Broschüre, Stiftung gegen Rassismus, Darmstadt 2019
- Abrahamische Teams in Mittelmeerländern. Broschüre in Deutsch, Englisch und Arabisch, Abrahamisches Forum, Darmstadt 2019
- Für eine menschenfreundliche Gesellschaft. Broschüre, Stiftung gegen Rassismus, Darmstadt 2020
- Religiöse Impulse für biologische Vielfalt. Broschüre, Abrahamisches Forum, Darmstadt 2022, 2. ergänzte Auflage
- Religionen feiern gemeinsam. 20 Jahre Abrahamisches Forum. Broschüre, Abrahamisches Forum, Darmstadt 2021
- Wandel durch Kontakte. Stiftung gegen Rassismus, Pro Asyl, BISS, Abrahamisches Forum und andere Gründungsgeschichten. Stiftung gegen Rassismus, Darmstadt 2021, 2. Auflage
- Misch Dich ein: die Stiftung gegen Rassismus. Stiftung für die Internationalen Wochen gegen Rassismus, Darmstadt 2023
- 100% Menschenwürde. 30 Jahre Internationale Tage gegen Rassismus. Stiftung gegen Rassismus, Darmstadt 2025

als Herausgeber
- Gastarbeiter werden Bürger. Lembeck, Frankfurt am Main 1978, ISBN 3-87476-103-7.
- Zusammenleben mit Muslimen. Lembeck, Frankfurt am Main 1980, ISBN 3-87476-147-9 (6 Auflagen und über 200.000 Exemplare).
- Christen und Muslime im Gespräch. 1982, (Übersetzungen in Englisch, Französisch und Schwedisch).
- Multikulturelles Zusammenleben. 1983.
- Evangelische Ausländergemeinden. 1986.
- Positiv oder negativ? AIDS als Schicksal und Chance. 1988.
- Evangelisch aus fundamentalem Grund. Wie sich die EKD gegen den Islam profiliert. Lembeck, Frankfurt 2007, ISBN 978-3-87476-545-9.
- Vom christlichen Abendland zum abrahamischen Europa. Lembeck, Frankfurt am Main 2008, ISBN 978-3-87476-561-9.
- Antimuslimischer Rassismus. Konflikte als Chance. Lembeck, Frankfurt am Main 2009, ISBN 3-87476-596-2.
- Miteinander vor Ort – Kommunale Islamforen. Mit Ingrid Hoensch. EB-Verlag, Berlin 2011, ISBN 3-86893-053-1.
- Religion und Naturschutz – Gemeinsam für biologische Vielfalt. Mit Yasmin Khurshid, Hubert Meisinger, Andreas Mues, BfN-Skript 426, Bonn 2016, ISBN 978-3-89624-162-7.
- Antimuslimischer Rassismus – und was tun? Broschüre, Darmstadt 2016 (4. Auflage 2018).
- SCHULTER AN SCHULTER. Solidarisch gegen Antisemitismus, Rassismus und Gewalt, mit Claudia Falke, Kathrin Hedtke, Darmstadt 2021

## Auszeichnungen
- 2000 Innovationspreis der EU[8]
- 2012 Bundesverdienstkreuz am Bande[9]
- 2015 Erich-Kästner-Preis des Presseclubs Dresden[10]
- 2022 Botschafter für Demokratie und Toleranz 2022[11]
- 2023 Verdienstkreuz 1. Klasse des Verdienstordens der Bundesrepublik Deutschland[12]
- 2024 Integrationspreis der Frankfurter Immigrationsbuchmesse[13]